# ポール・アタナシオ
ポール・アタナシオ (Paul Attanasio) はアメリカ合衆国の脚本家・プロデューサー。

## 略歴
ハーバード大学卒業。兄のマークはミルウォーキー・ブルワーズのオーナーである。
1984年から1987年までワシントン・ポストで映画批評を担当。その後、『ホミサイド/殺人捜査課』といったテレビシリーズの脚本を書き始める。1994年の『クイズ・ショウ』と1997年の『フェイク』でアカデミー脚本賞にノミネートされた。2009年に公開予定の『エデンの東』の脚本も手がけた。

## 主な作品

### 脚本
- ホミサイド/殺人捜査課 Homicide: Life on the Street (1993-1999)
- クイズ・ショウ Quiz Show (1994)
- ディスクロージャー Disclosure (1994)
- フェイク Donnie Brasco (1997)
- スフィア Sphere (1998)
- トータル・フィアーズ The Sum of All Fears (2002)
- さらば、ベルリン The Good German (2006)

### 制作
- Dr.HOUSE House M.D. (2004-)